# Janusz Suchecki
Janusz Suchecki (ur. 27 marca 1930, zm. 1990) – polski żużlowiec.
W latach 1948–1964 startował w rozgrywkach z cyklu Drużynowych Mistrzostw Polski, reprezentując kluby Legii Warszawa (1948, 1958–1959), PKM (Ogniwa) Warszawa (1949–1950), CWKS Warszawa (1951), CWKS Wrocław (1952), Budowlanych Warszawa (1953–1957) oraz Polonii Bydgoszcz (1960–1964). Pięciokrotnie zdobył medale DMP: srebrny (1952) oraz cztery brązowe (1959, 1960, 1961, 1964).
Pomiędzy 1950 a 1962 r. dziewięciokrotnie startował w finałach Indywidualnych Mistrzostw Polski, dwukrotnie zdobywając medale: srebrny (1954, cykl turniejów) oraz brązowy (Wrocław 1952). Do innych jego indywidualnych sukcesów należało zdobycie m.in. II m. w Criterium Asów (Bydgoszcz, 1951), II m. (1954) i III m. (1951) w Memoriałach Alfreda Smoczyka w Lesznie oraz III m. w Memoriale im. Zbigniewa Raniszewskiego (Bydgoszcz, 1961).
Kilkukrotnie startował w eliminacjach Indywidualnych Mistrzostw Świata, trzykrotnie (1957, 1958, 1960) awansując do finałów kontynentalnych (najlepszy wynik: Wiedeń, 1957 – IX miejsce).